# 2007 en mathématiques
Cet article présente les faits marquants de l'année 2007 en mathématiques.

## Prix
- Prix Abel en mathématiques : Srinivasa Varadhan

## Décès
- 20 janvier : Anatol Rapoport (né en 1911), psychologue et mathématicien américain d'origine russe.

- 14 février : James Eells (né en 1926), mathématicien américain.

- 20 mars : Howell Peregrine (né en 1938), mathématicien appliqué britannique.

- 23 mars : Paul Cohen (né en 1934), mathématicien américain, médaille Fields en 1966.

- 28 mars : Jean Giraud (né en 1936), mathématicien français.

- 16 avril : Liviu Librescu (né en 1930), mathématicien roumain.

- 22 avril : Edward Kofler (né en 1911), mathématicien polonais-suisse.

- 14 mai : Bernard Dorléac (né en 1923), mathématicienet ingénieur aéronautique français.

- 17 mai : Deborah Tepper Haimo (née en 1921), mathématicienne américaine.

- 10 juillet : Paulette Libermann (née en 1919), mathématicienne française.

- 17 juillet : François Bruhat (né en 1929), mathématicien français.

- 27 juillet : Paul Dedecker (né en 1921), mathématicien belge.Atle Selberg

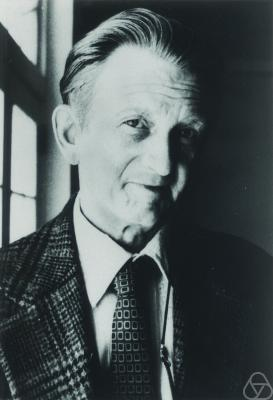
Atle Selberg

- 6 août : Atle Selberg (né en 1917), mathématicien norvégien.

- 14 août : Alexandru Ioan Lupaș (né en 1942), mathématicien roumain.

- 16 août : Donald Whitney (né en 1915), mathématicien et statisticien américain.

- 17 août : Victor Klee (né en 1925), mathématicien américain.

- 6 septembre : Eva Crane (née en 1912), mathématicienne britannique.

- 6 novembre :
  - Bertil Matérn (né en 1917), mathématicienet statisticien suédois.
  - Jun-iti Nagata (né en 1925), mathématicien japonais.
- 19 novembre : Michel Kervaire (né en 1927), mathématicien suisse d'origine française.
- 13 décembre : Akiva Yaglom (né en 1921), physicien, mathématicien, statisticien et météorologiste soviétique.